# Brad Smith (musicien)
Pour les articles homonymes, voir Brad Smith.
 (janvier 2016).
Si vous disposez d'ouvrages ou d'articles de référence ou si vous connaissez des sites web de qualité traitant du thème abordé ici, merci de compléter l'article en donnant les références utiles à sa vérifiabilité et en les liant à la section « Notes et références ».
Brad Smith est le bassiste du groupe Blind Melon, né en 1968, originaire du Mississippi.

## Biographie
Smith a débuté en jouant tout d'abord du saxophone et de la batterie puis de la guitare.
Au lycée, il a commencé à jouer avec un autre guitariste en plein essor, qui n'est autre que Rogers Stevens (cofondateur de Blind Melon).
Après être diplômé de l'école secondaire, il décide avec Stevens d’emménager à Los Angeles, avec le but de former un groupe.
Le duo a découvert Shannon Hoon un soir où il jouait son titre "Change" et l'engagèrent immédiatement, ils furent rejoints plus tard par Christopher Thorn puis par Glenn Graham.
Blind Melon est né en 1990.